# エイドリアン・レイジャー
エイドリアン・レイジャー（Adrian Leijer、1986年3月25日 - ）は、オーストラリア出身で同国代表のサッカー選手。オランダ系。ポジションはDF。
Kリーグ時代の登録名はレイヤー（ハングル: 레이어）。

## 経歴
2007年夏、メルボルン・ビクトリーFCからフラムFCへ加入した。2009年2月、所属元のフラムからフットボールリーグ・チャンピオンシップ・ノリッジ・シティFCへ、ローンで移籍を果たした。2009-10シーズンからメルボルン・ビクトリーに復帰。
2015年2月、中国サッカー・スーパーリーグに昇格した重慶力帆足球倶楽部に移籍。
2016年、水原FCに移籍した。

## タイトル
クラブ
メルボルン・ビクトリー
- Aリーグチャンピオンシップ 2006-2007
- Aリーグプレミアシップ 2006-2007